# امیلی پریر
امیلی پریر (۱۸۴۹–۱۹۳۰) یک نقاش آلمانی بود که به خاطر نقاشی‌های طبیعت بی‌جان خود مشهور بود.

## زندگی‌نامه
پریر در ۶ ژوئن ۱۸۴۹ در دوسلدورف، آلمان متولد شد. او توسط پدرش، یوهان ویلهلم پریر، نقاش طبیعت بی جان را یادگرفت. او در فروش آثار خود به آمریکایی‌ها و آلمانی‌ها شغل موفقی داشت. وی در ۲۳ سپتامبر ۱۹۳۰ در دوسلدورف درگذشت.

## نگارخانه

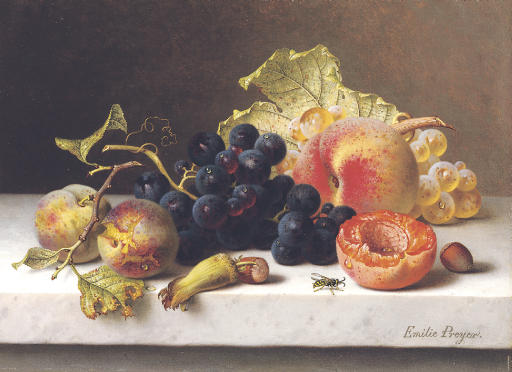
انگور ، هلو و آلو بر روی طاقچه مرمر
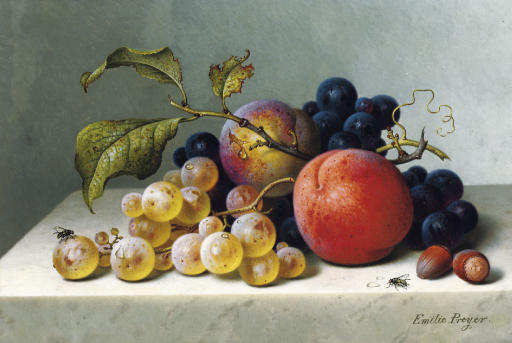
هلو و انگور روی سنگ مرمر
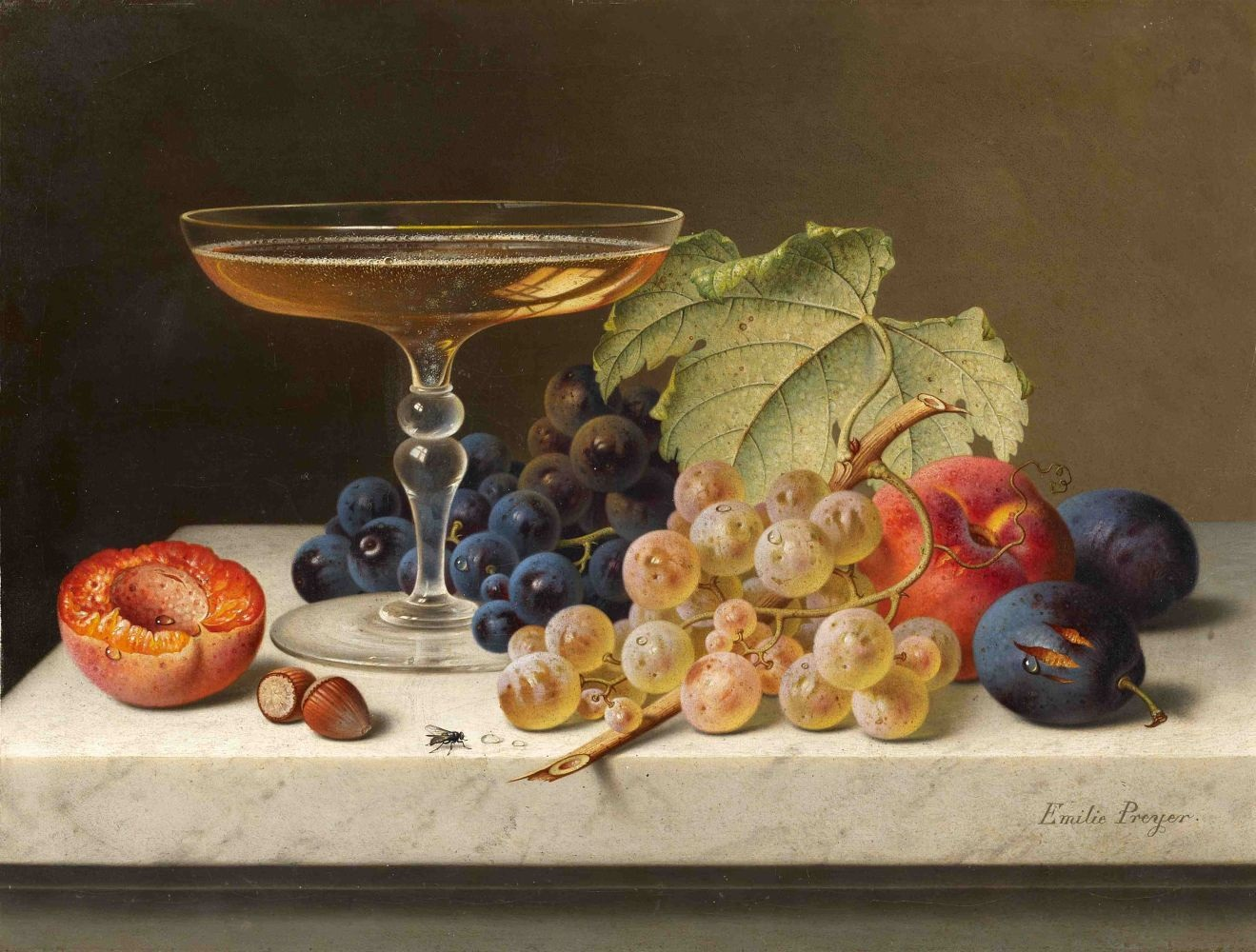
میوه و یک جام شامپاین